# Dean Saunders
Dean Nicholas Saunders (Swansea, 21 giugno 1964) è un ex calciatore e allenatore di calcio gallese, di ruolo attaccante.

## Palmarès

### Giocatore

#### Club
- Coppa del Galles: 1

Swansea City: 1982-1983
- Coppa d'Inghilterra: 1

Liverpool: 1991-1992
- Coppa di Lega inglese: 1

Aston Villa: 1993-1994
- Coppa di Turchia: 1

Galatasaray: 1995-1996

#### Individuale
- Capocannoniere della Coppa UEFA: 1

1991-1992 (9 gol)